# 栉水母
栉水母（comb jellies），俗称海胡桃，是一類海生二胚层動物，原和刺絲胞動物一起分在腔腸動物門，作為無刺胞亞門，現被劃分爲獨立的櫛板動物門（又稱櫛水母動物門、有櫛動物門）。
長期以來櫛水母和海綿，何者為所有動物的最近共同祖先中最先分化的一支（在整個動物界的演化樹上位於最基部，和其他所有動物形成姐妹群關係），一直存在爭議。而根據最新研究資料指出櫛水母比海綿更早出現。

## 特征

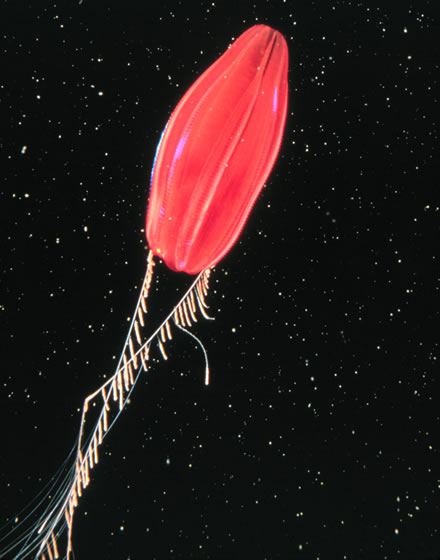
一隻行生物發光的櫛水母

有较发达的中胶层，拥有简单的网状神经系统和肌肉系统。
两胚层；伞缘下延，向内收缩，致身体成球形、卵圆形、扁平形等，体外具有栉板排列成纵行的纤毛带8条，触手具有粘液细胞；身体左右对称或呈辐射对称，胶质厚而透明，游泳时振动栉板；反口极有一平衡感觉器；没有胃丝。
生物學上，櫛水母與水母為不同門，因櫛水母並無刺细胞。通过全基因组测序，发现栉水母也许是最古老的多细胞动物（也有證據指出，海綿是最早的多細胞動物），而很多结构远比栉水母简单的生物（如海绵及扁盘动物，这些动物都有一定的细胞分化，但没有组织分化，没有形成胚层，没有神经系统、肌肉系统等），反而与高等动物关系更近。从基因组和转录组分析，最早的多细胞动物祖先没有神经系统和肌肉系统，栉水母和水母发生了趋同演化，两者独立地进化出了神经系统。栉水母有8条不发达的神经索。
栉水母的神经发育及运作的基础机制與多數動物不同。例如，櫛水母的部分神經元具有突觸連接，但神經網中的神經元則融合成合胞體；此外，水母及其他高等动物中神经系统发育关键基因在栉水母中亦不存在。同样，栉水母也不使用水母及其他动物常用的神经递质，如多巴胺、乙酰胆碱、血清素等。于此同时，栉水母依赖使用谷氨酸作为最主要的神经递质，尽管其他动物同样使用谷氨酸作为神经递质，但栉水母中谷氨酸受体基因远比其他动物的多。由于其他动物的神经系统都是由原始水母的神经系统进化出来的，拥有与水母相同的基础机制，因此可以认为栉水母的神经系统是独立于其他动物的全新的神经系统。

## 分类
栉板动物门可以分为3个纲9个目：
- 触手纲 Tentaculata
  - 盲体腔亚綱 Typhlocoela
    - 球櫛水母目 Cydippida
    - 扁櫛水母目 Platyctenida

  - 環体腔亚綱 Cyclocoela
    - 目 Cambojiida
    - 美光水母目 Ganeisha
    - 目 Cryptolobiferida
    - 海萼水母目 Thalassocalycida
    - 带栉水母目 Cestida
    - 兜水母目 Lobata
- 無觸手綱 Nuda
  - 瓜水母目 Beroida
- †硬骨纲 Scleroctenophora[5]

## 圖片

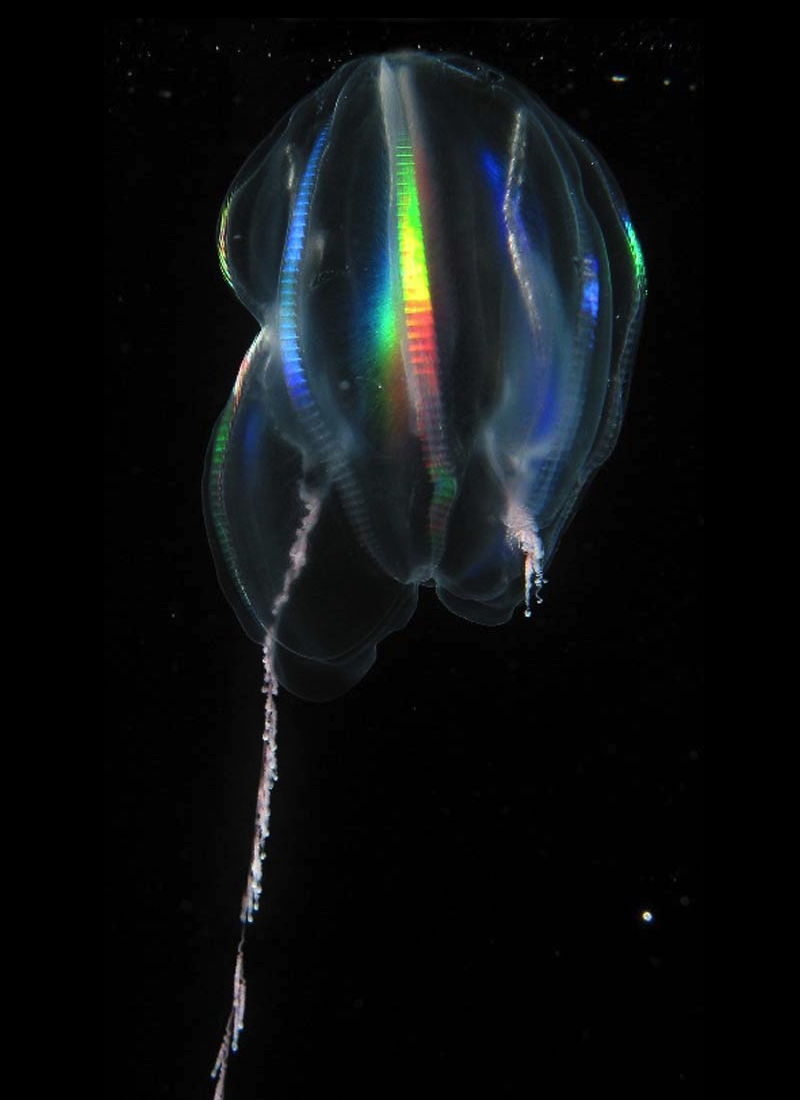
球櫛水母目 Mertensia ovum
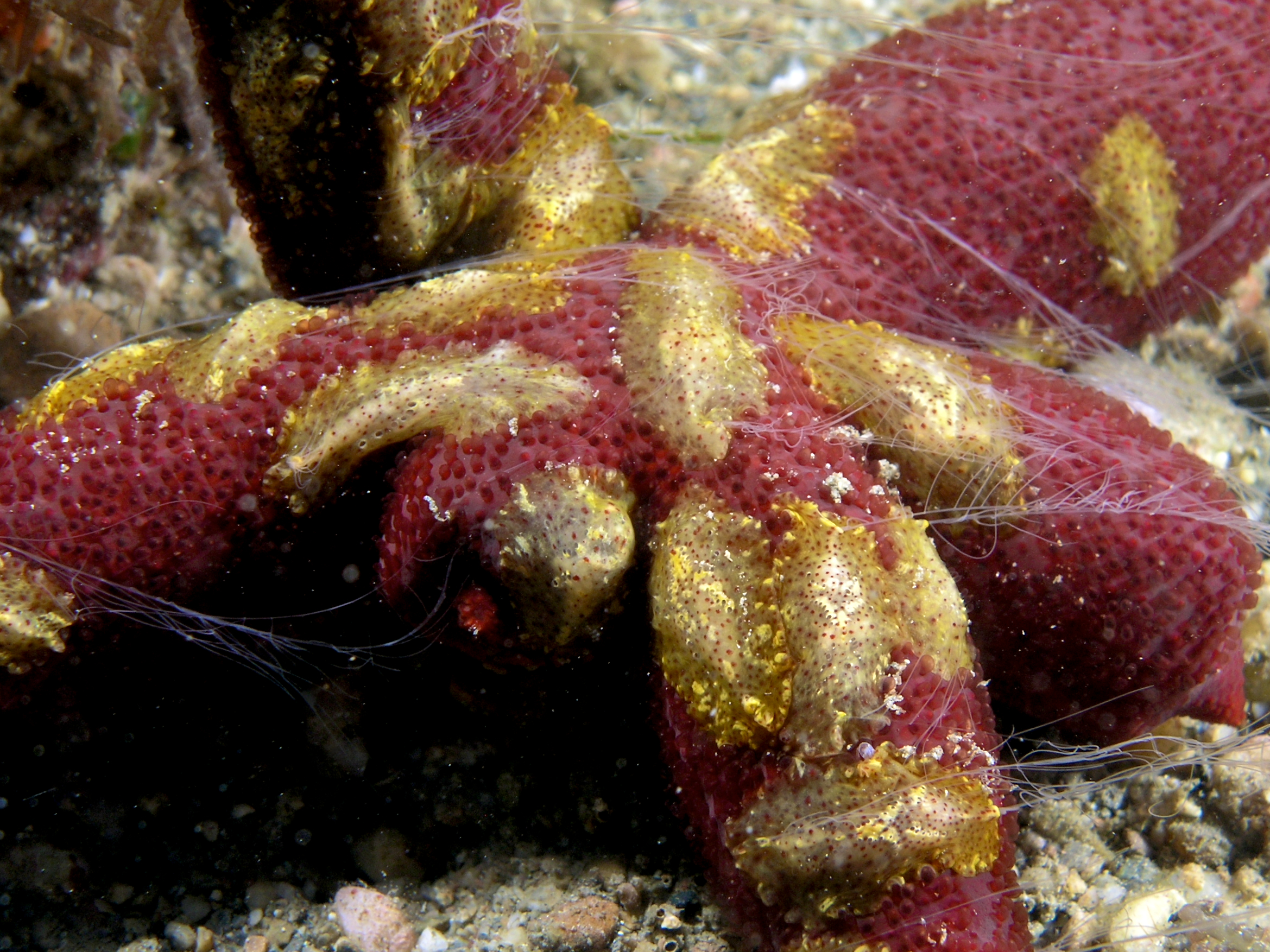
扁櫛水母目 Coeloplana astericola （在海星上）
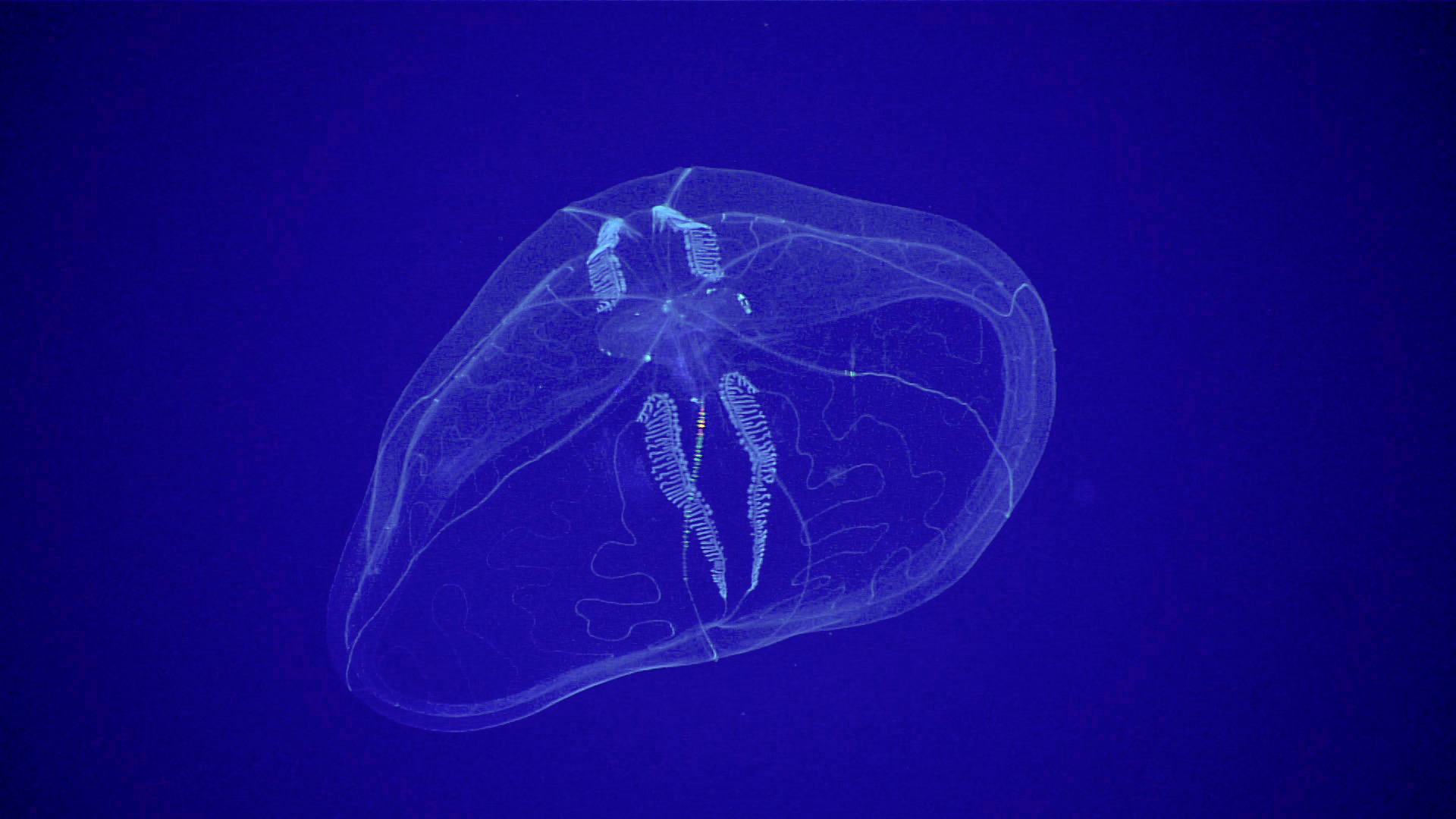
海萼水母目 Thalassocalyce inconstans
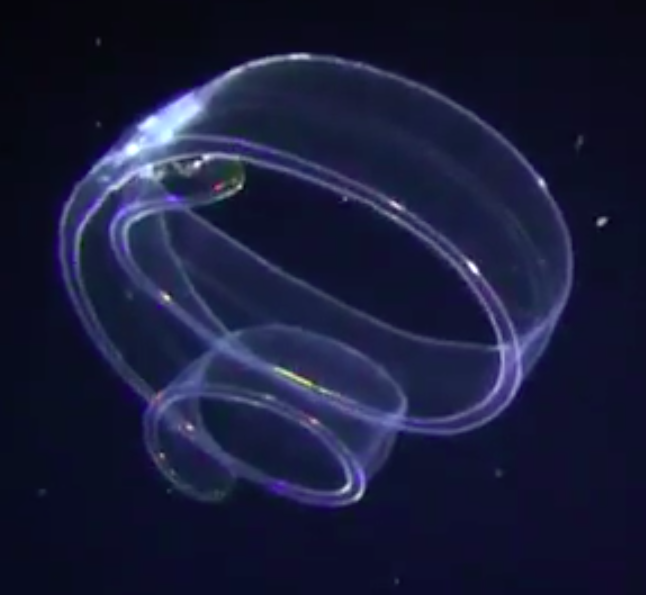
带栉水母目 Cestum veneris
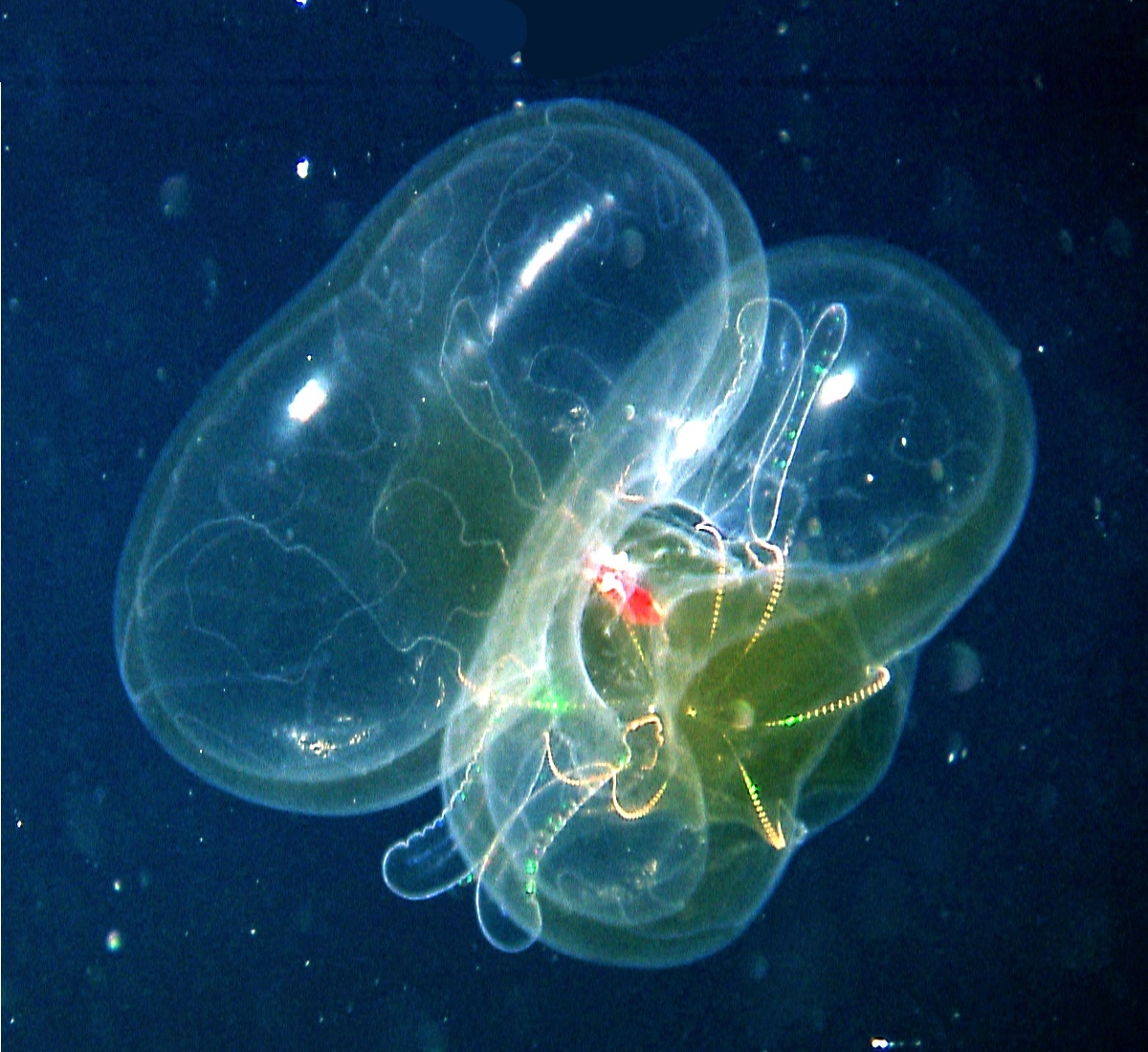
兜水母目 Lobate ctenophore
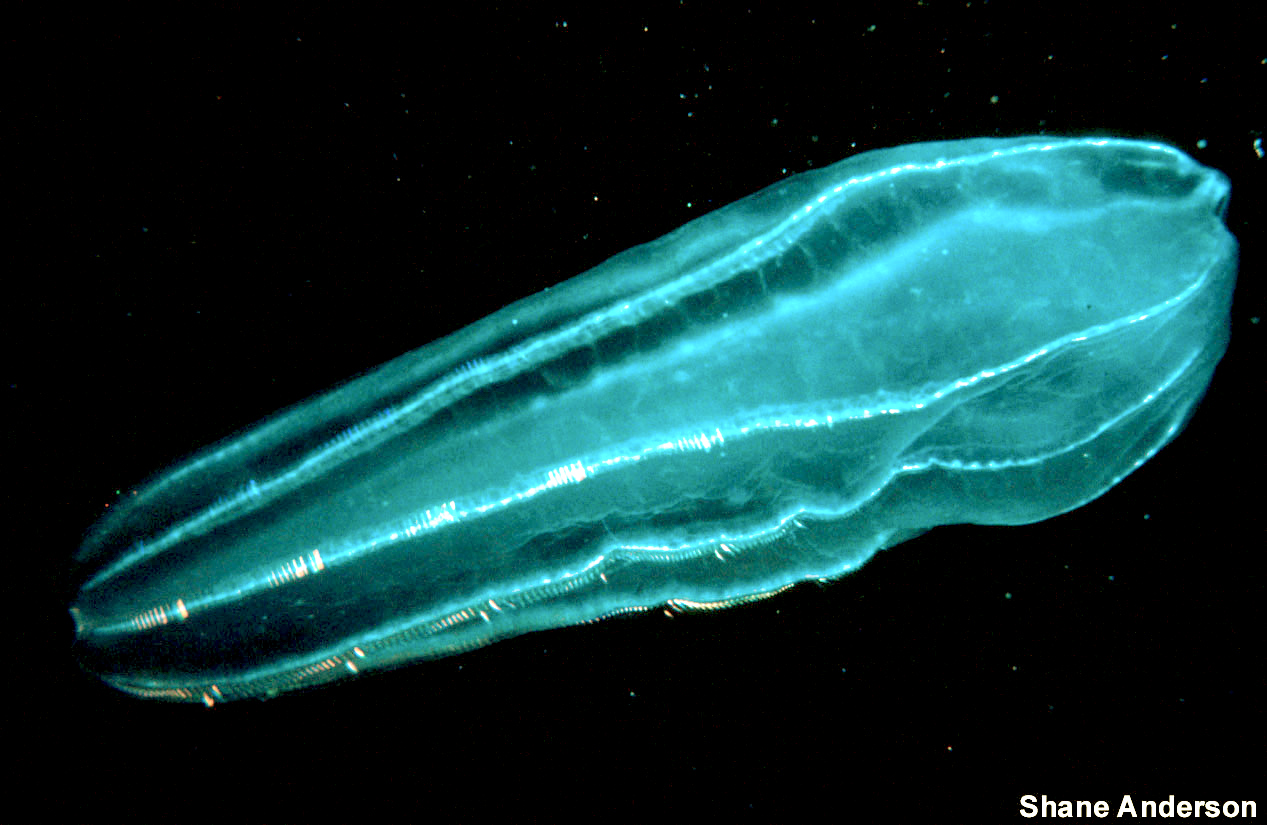
瓜水母目 物種未知